# Kuronezumia macronema
Kuronezumia macronema är en fiskart som först beskrevs av Smith och Lewis Radcliffe 1912.  Kuronezumia macronema ingår i släktet Kuronezumia och familjen skolästfiskar. Inga underarter finns listade i Catalogue of Life.